# بطولة آسيا لكرة القدم للسيدات 1983
أُقيمت بطولة آسيا لكرة القدم للسيدات 1983، النسخة الخامسة من البطولة، في تايلاند في الفترة من 10 إلى 17 أبريل 1983. شاركت في هذه النسخة ستة منتخبات هي: تايلاند، والهند، وماليزيا، وسنغافورة، وهونغ كونغ، والفلبين. تُوّج منتخب تايلاند باللقب بعد فوزه على منتخب الهند في المباراة النهائية.
تجدر الإشارة إلى أن هذه البطولة لم تكن معترفًا بها رسميًا من قبل الاتحاد الآسيوي (AFC) أو الاتحاد الدولي لكرة القدم (FIFA) عند إقامتها، ولكنها تُعد الآن جزءًا من تاريخ البطولة.
كان من المقرر أن يشارك منتخبا اليابان وتايبيه الصينية (تايوان)، إلا أنهما انسحبا قبل فترة وجيزة من انطلاق المنافسات.

## نظام البطولة
في البداية، أعلنت ثمانية منتخبات عن رغبتها في المشاركة، وجرى تقسيمها إلى مجموعتين من خلال القرعة. ضمت المجموعة الأولى منتخبات: سنغافورة، وماليزيا، واليابان، وتايوان. بينما ضمت المجموعة الثانية منتخبات: هونغ كونغ، والهند، وتايلاند، والفلبين.
بعد انسحاب اليابان وتايوان، تقرر إقامة البطولة بنظام المجموعة الواحدة، حيث لعبت المنتخبات الستة المتبقية ضد بعضها البعض بنظام الدوري من دور واحد (أي أن كل منتخب يلعب مباراة واحدة ضد كل منتخب آخر).

## دور المجموعات
| الفريق    | لعب | ف | ت | خ | أ.له | أ.ع | أ.ف | نقاط | ت                               |
| --------- | --- | - | - | - | ---- | --- | --- | ---- | ------------------------------- |
| تايلاند   | 5   | 5 | 0 | 0 | 22   | 1   | +21 | 10   | التأهل إلى النهائي              |
| الهند     | 5   | 4 | 0 | 1 | 11   | 2   | +9  | 8    | التأهل إلى النهائي              |
| سنغافورة  | 5   | 3 | 0 | 2 | 12   | 5   | +7  | 6    | التأهل إلى مباراة المركز الثالث |
| ماليزيا   | 5   | 2 | 0 | 3 | 7    | 16  | −9  | 4    | التأهل إلى مباراة المركز الثالث |
| الفلبين   | 5   | 1 | 0 | 4 | 2    | 16  | −14 | 2    |                                 |
| هونغ كونغ | 5   | 0 | 0 | 5 | 0    | 14  | −14 | 0    |                                 |

| تايلاند | 8–0 | ماليزيا |
| --- | --- | ------- |
| - وانفيلاي ثونغسا 2' - أودون راجسري 6' - أنشالي خاولاونج 21' - وانيبا ييبراشا 31' - أشارا أرامسري - نونغياو وونغكاسيمساك |     |         |

| الهند                               | 5–0 | الفلبين |
| ----------------------------------- | --- | ------- |
| - موليك 3'، 20'، ?' - شوكلا دوتا 2' |     |         |

| سنغافورة                           | 2–0 | هونغ كونغ |
| ---------------------------------- | --- | --------- |
| - جاكلين تشان 24' - ميمون وهاب 40' |     |           |

| الهند       | 1–0 | هونغ كونغ |
| ----------- | --- | --------- |
| - موليك 13' |     |           |

| ماليزيا            | 1–0 | الفلبين |
| ------------------ | --- | ------- |
| - نورمالا راشد 51' |     |         |

| تايلاند                                                         | 3–0 | سنغافورة |
| --------------------------------------------------------------- | --- | -------- |
| - وانيبا ييبراشا 11' - أشارا أرامسري 16' - يوبادي تشايساواد 53' |     |          |

| الهند                            | 3–0 | ماليزيا |
| -------------------------------- | --- | ------- |
| - موليك 23'، 30' - شوكلا دوتا ?' |     |         |

| سنغافورة                                                                | 5–0 | الفلبين |
| ----------------------------------------------------------------------- | --- | ------- |
| - منى فريكه 9' - ميمون وهاب ??'، 64' - جاكلين تشان ??' - عزيزة أحمد ??' |     |         |

| تايلاند                                              | 4–0 | هونغ كونغ |
| ---------------------------------------------------- | --- | --------- |
| - وانفيلاي ثونغسا 5' - أودون راجسري - وانيبا ييبراشا |     |           |

| الفلبين                    | 2–0 | هونغ كونغ |
| -------------------------- | --- | --------- |
| - لاوديث غونزاليس 11'، 84' |     |           |

| سنغافورة                                                                | 5–1 | ماليزيا            |
| ----------------------------------------------------------------------- | --- | ------------------ |
| - روشيمة مينغ 16' - ميمون وهاب 29' - رقية محمد 41'، 65' - منى فريكه ??' |     | - نورمالا راشد 14' |

| تايلاند                             | 2–1 | الهند       |
| ----------------------------------- | --- | ----------- |
| - يوبادي تشايساواد - وانيبا ييبراشا |     | - موليك 10' |

| الهند                   | 1–0 | سنغافورة |
| ----------------------- | --- | -------- |
| - موليك 11' (ركلة جزاء) |     |          |

| ماليزيا                                | 5–0 | هونغ كونغ |
| -------------------------------------- | --- | --------- |
| - نورمالا راشد - جميلة بخاري - أبو حسن |     |           |

| تايلاند                                                                    | 5–0 | الفلبين |
| -------------------------------------------------------------------------- | --- | ------- |
| - وانفيلاي ثونغسا - أشارا أرامسري - نونغياو وونغكاسيمساك - أنشالي خاولاونج |     |         |

## المرحلة النهائية

### مباراة المركز الثالث
أقيمت مباراة تحديد المركز الثالث في 17 أبريل 1983 على الملعب الوطني في بانكوك.
| ماليزيا       | 0–0 | سنغافورة |
| ------------- | --- | -------- |
|               |     |          |
| ركلات الترجيح |     |          |
|               | 5–4 |          |

### النهائي
أُقيمت المباراة النهائية في 17 أبريل 1983 على الملعب الوطني في بانكوك، بحضور 5000 متفرج.
| تايلاند                                                              | 3–0 | الهند |
| -------------------------------------------------------------------- | --- | ----- |
| - Wannipha Yeepracha 65' - Udorn Rajasri 69' - Yupadee Chaisawad 78' |     |       |

## البطل
| بطولة آسيا لكرة القدم للسيدات 1983 |
| ---------------------------------- |
| · تايلاند · للمرة الأولى           |

## وصلات خارجية
- RSSSF.com